# Coqueiral (Nobres)
O distrito de Coqueiral ou Gleba Coqueiral é um distrito do município brasileiro de Nobres, no estado de Mato Grosso.

## Educação
Na vila há duas escolas de ensino fundamental e médio: a Escola Municipal Marechal Cândido Rondon e a Escola Estadual Marechal Cândido Rondon.